# Orlik (góra)
Orlik (niem. Hohe Urlich, Hoher Urlich, inne nazwy: Jawornik Wysoki, Jaworowa Kopa) – szczyt w południowej części Gór Bialskich (1068 m n.p.m.). Według regionalizacji fizycznogeograficznej Polski J. Kondrackiego znajduje się w Górach Złotych (332.61).
Masyw Orlika jest rozległą wierzchowiną przechodzącą łagodnie w kierunku północno-zachodnim w Jawornicką Kopę (1052 m n.p.m.) i następnie w Przełęcz Suchą (1002 m n.p.m.), a na południowym wschodzie kończącą się szczytem Rudych Krzyży (1053 m n.p.m.).
W kierunku północno-wschodnim opada stromo przez Kłodniczy Parów i dolinę potoku płynącego wzdłuż Czarnego Duktu do doliny Bielawki. Na południowym zachodzie od masywu Orlika odchodzi ramię Średniaka (995 m n.p.m.).
Na zboczach Orlika ma źródło Gołogórski Potok, będący prawobrzeżnym dopływem Morawki, spływający w kierunku południowo-zachodnim Orlik zbudowany jest z gnejsów.
Jest porośnięty lasem świerkowym regla dolnego oraz na szczycie zniszczonym lasem świerkowym regla górnego, stąd na szczycie liczne polany.

## Turystyka
Przez zbocza Orlika przechodzą szlaki turystyczne i drogi:
- – czerwony szlak rowerowy z Przełęczy Dział do Bielic przechodzący Duktem Nad Spławami

Na szczyt Orlika prowadzą ścieżki z Duktu nad Spławami i Rudych Krzyży. Północne zbocza Orlika trawersuje na wysokości ok. 1000 m n.p.m. pokryty częściowo asfaltem Dukt nad Spławami, prowadzący przez Puszczę Jaworową w rejon Postawnej.